# Ракетний удар по Дніпру 21 листопада 2024 року
Вранці 21 листопада 2024 року під час вторгнення в Україну російські війська завдали чергової ракетної атаки по місту Дніпро, використовуючи ракети різних типів. За даними українських військових, в ході атаки було використано сім ракет Х-101 та одна Х-47М2 «Кинжал».
Для атаки Росією було вперше застосовано нову балістичну ракету середньої дальності, розроблену як носій ядерних боєголовок. Представники України заявляли про застосування міжконтинентальної балістичної ракети.

## Хід подій
21 листопада 2024 близько 5:30 ранку за місцевим часом стало відомо про удар по Дніпру ракетою Х-47М2 «Кинжал», яку запустив Міг-31 з території Тамбовської області. Близько 6:00 стало відомо про пуски 7 ракет Х-101 бомбардувальниками Ту-95 з території Волгоградської області.
Крилаті ракети Х-101 проникли на територію України через Чернігівську область, після чого через Київську та Полтавську області атакували місто Дніпро. Метою ударів були підприємства та критична інфраструктура міста. Також по місту було завдано удару «невстановленої балістичної ракети». Українські військові повідомили, що вдалося збити шість ракет Х-101, а удари рештою ракет не мали суттєвих наслідків. Відповідно до російських джерел, метою атаки був провідний український завод з виробництва ракетної техніки Південмаш.

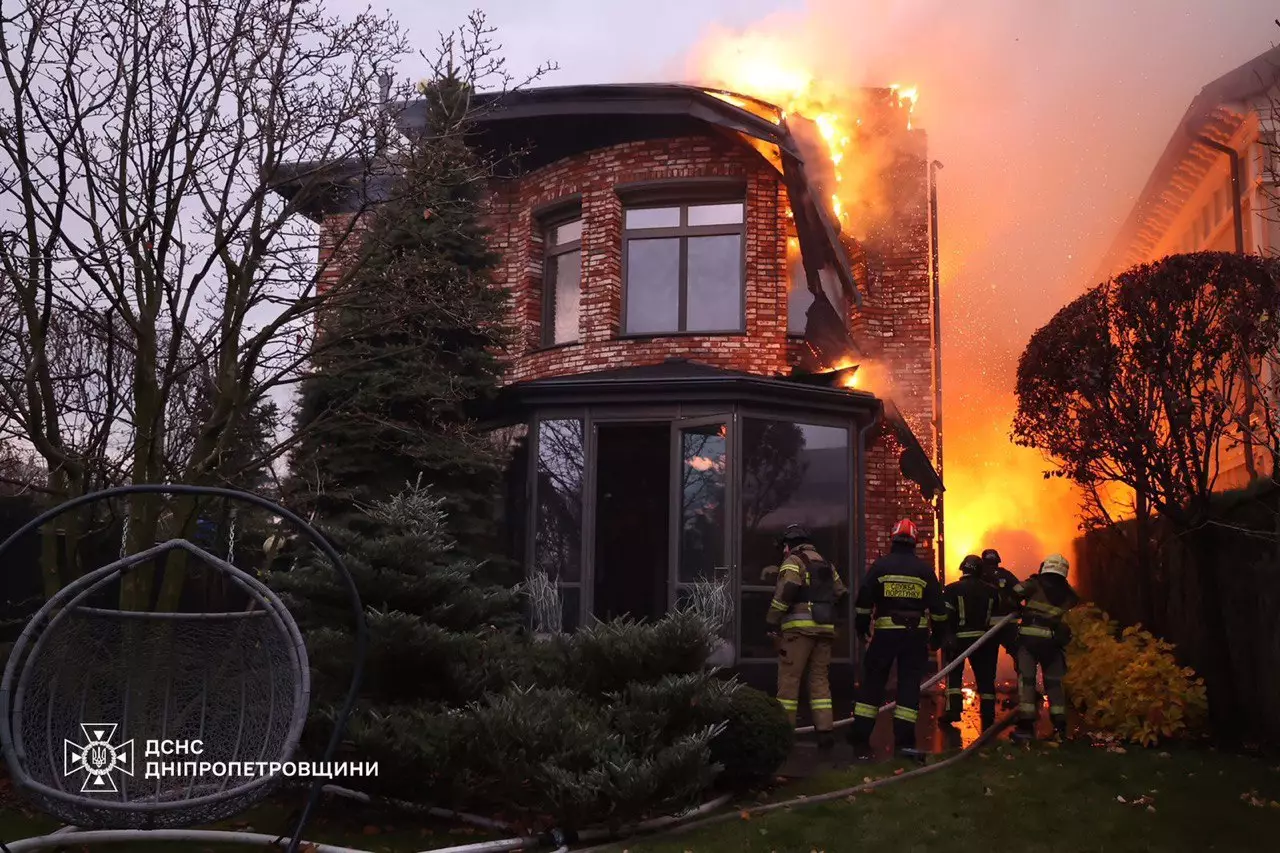
Будинок у Дніпрі після удару

Голова Дніпропетровської області Сергій Лисак заявив, що внаслідок російської атаки було пошкоджено промисловий об'єкт, постраждали два приватні будинки, в одному з яких виникла пожежа. Ще одна пожежа виникла в гаражному кооперативі. Відбулося поранення двох осіб: 57-річного чоловіка та 42-річної жінки. Також Лисак повідомив про пошкодження будівлі центру реабілітації інвалідів, проте люди, що знаходилися там, не постраждали.
Після ранкової атаки у Києві та Київській області, а також в Одеській, Дніпропетровській та Донецькій областях відбулися екстрені відключення електрики.
Через кілька годин ЗС РФ атакували ракетою невідомого типу місто Кривий Ріг Дніпропетровської області. Там поранення отримали 15 осіб, було частково зруйновано адміністративну будівлю, пошкоджено 10 житлових будинків.

#### «Горішник»
Увечері 21 листопада 2024 року Путін виступив із телезверненням, в якому заявив, що для удару по Дніпру була застосована балістична ракета середньої дальності «Горішник» у без'ядерному оснащенні. Озвучена ним гіперзвукова швидкість у 10 махів відповідає звичайній швидкості падаючих блоків балістичних ракет. Це  була перша публічна згадка даної ракети, більше у відкритому доступі про цю ракету не було жодної інформації.
Російська служба Бі-бі-сі зазначила, що до 2019 року згідно з ДРСМД розробку ракет середньої дальності було заборонено, з чого випливає, що РФ розробила ракету в дуже короткі терміни, або розробляла її в порушення договору. Служба передбачила, що ракета може бути твердопаливною, а розробником міг виступити Московський інститут теплотехніки. Раніше інститут створював ракети, схожі на ту, що вразила Дніпро, наприклад, РСД-10 «Піонер».
Аналітики українського видання Defense Express, що назва «Горішник» могла бути дана РС-26 «Рубіж». Видання зазначало, що для російської практики звичайні «ігри в неймінг», наприклад ракета Х-101 проходила за російськими внутрішніми документами як «Виріб 504».

## Оцінки
Є думка, що метою атаки по Дніпру із застосуванням балістичної ракети була ілюстрація нової ядерної доктрини РФ.
Інститут вивчення війни зазначав, що риторика Путіна у його заяві від 21 листопада свідчить, що Москва непослідовна у своїх погрозах Заходу і постійно зрушує свої «червоні лінії». Так, в інституті зазначали, що Україна давно завдавала ударів по територіях, які РФ оголосила своїми, включаючи анексований у 2014 році Крим, який Україна атакувала за допомогою американських ATACMS та британських Storm Shadow з квітня 2023 року. В ISW зазначали, що хоча раніше РФ погрожувала Заходу за військову підтримку України, загрожуючи відплатою за постачання реактивної артилерії, танків, бойових літаків, проте РФ ніколи не реалізовувала обіцяного. При цьому в ISW вважали, що ні застосування балістичної ракети «Горішник», ні виступ Путіна не свідчили ні про значне зростання російського військового потенціалу, ні про зростання готовності Москви використовувати ядерну зброю.